# Nicolao Dumitru
Nicolao Manuel Dumitru Cardoso (ur. 12 października 1991 w Nacce) – włoski piłkarz pochodzenia rumuńsko-afro-brazylijskiego występujący na pozycji napastnika. Były młodzieżowy reprezentant Włoch.

## Życiorys
Dumitru urodził się w Nacka, mieście położonym we wschodniej części Szwecji. Jego ojciec jest Rumunem posiadającym włoskie obywatelstwo, a matka to Afro-brazylijka. W 1998 Nicolao razem z rodzicami przeprowadził się do Toskanii, a dokładnie do miasta Empoli.

### Kariera klubowa
W latach 2004–2008 Dumitru występował w młodzieżowej drużynie Empoli FC. 13 września 2008, mając 17 lat, Nicolao zadebiutował w barwach klubu w spotkaniu przeciwko U.C. AlbinoLeffe, zremisowanym bezbramkowo. W sezonie 2009/10 wyróżniał się w młodzieżowej lidze Primavera, w której zdobył 17 goli.
31 sierpnia 2010, w ostatnim dniu okna transferowego, Dumitru został wypożyczony do SSC Napoli. W nowej drużynie zadebiutował 22 września 2010 w spotkaniu z Chievo Werona, przegranym 1-3, zmieniając w 83 minucie Christiana Maggio. 30 września zaliczył debiut w Lidze Europy w spotkaniu ze Steauą Bukareszt, zremisowanym 3-3.

### Kariera reprezentacyjna
Dzięki nabytemu włoskiemu obywatelstwu, Dumitru został powołany do reprezentacji Włoch U-19 na Mistrzostwa Europy U-19 w Austrii w 2010. Wystąpił w sześciu spotkaniach tego turnieju. 30 września 2010 zadebiutował w reprezentacji Włoch U-20 w spotkaniu przeciwko Szwajcarii, podczas Turnieju Czterech Narodów do lat 20.